# Leyes teodoricianas
Las leyes teodoricianas o leges teodoricianae son edictos, disposiciones de los reyes visigodos como gobernadores de Roma. Constituyen las leyes visigodas más antiguas de las que tenemos noticia. 

## Contexto histórico
Las leyes teodoricianas fueron promulgadas y dictadas en el siglo V, concretamente entre el  419 y el 467 por los reyes Teodorico I (419-451) y Teodorico II (453-466), a pesar de que el primero de los monarcas actuara como soberano autónomo.

## Derecho visigodo
Se puede decir que es la vertiente jurídica del Derecho germánico correspondiente a los godos, la tribu de los tervingos, o más comúnmente conocidos como visigodos,  estos se asentaron al oeste del río Dniester, que nace en Ucrania en la frontera con Polonia, y desemboca en el Mar Negro. 
Respecto a su derecho, como parte del Derecho germánico, compartió con él su esencia consuetudinaria y oral. De esta manera, el Derecho visigodo refleja la mayor parte de los principios que los historiadores del Derecho han establecido para trazar el concepto abstracto de "Derecho germánico".
A mediados del siglo V los visigodos comienzan a legislar, a elaborar códigos, el primero en hacerlo fue el rey Eurico, quien sometió a los pueblos por las armas y por las leyes, por consiguiente dio lugar al reino más importante y extenso llegando hasta la Galia e Hispania. El Código recoge, el derecho romano vulgar así como las cuestiones de reparto de tierras de asentamientos de bárbaros. Además, contiene algunas de la Leyes Teodoricianas, lo que nos permite conocerlas a través de referencias indirectas. También se incluyen algunos escritos de la época que lo confirman.

## Temática de las leyes teodoricianas
En el derecho romano (Código Teodosiano y novelas post-teodosianas) no se recogía una solución concreta en las relaciones entre los galos-romanos y los visigodos. Por ello se dictan las leyes teodoricianas, que aclaran y solucionan el reparto o distribución de tierras en la Galia e Hispania entre la población visigoda y la hispanorromana o galo-romana. Los visigodos serían titulares de los 2/3 de las tierras, por lo que a los galos e hispanorromanos les correspondería el restante.
Además, posiblemente, serían complementarias del derecho romano, porque regulaban situaciones jurídicas nuevas originadas tras el asentamiento y, por lo tanto, no resueltas en el derecho romano. 
Las leyes teodoricianas estuvieron influenciadas en gran parte por el hospitalitas, tratado que dividía una finca o territorio en tres partes, una para el antiguo propietario y otras dos para los asentamientos germanos.               
Estos hechos confirmarían el carácter territorial de la legislación, pues estas leyes se aplicaron en todo el territorio del reino visigodo de Tolosa, afectando a visigodos y a los galo-romanos.

## Conservación
Las leyes teodoricianas no han pervivido hasta la actualidad, por lo que las conocemos mediante referencias indirectas.
No se conserva el texto íntegro ni muchos datos sobre ellas, pero sí que hay alusiones a ellas que prueban su existencia. Como por ejemplo el texto de Sidonio Apolinar, donde le dedica un párrafo en su trabajo las “Epistolae”. También existe una referencia en el Código de Eurico a una ley anterior, gótica, que su padre Teodorico I había establecido.
Las correspondientes a Teodorico I, nos constan por referencia explícita de Eurico, quien al ocuparse en su Código de las cuestiones sobre la división de tierras, alude al quehacer legislativo de su padre.
En cuanto a las leyes de Teodorico II, son mencionadas por Sidonio Apolinar, obispo de Clermont, en cierta carta dirigida a su yerno, en la cual critica la conducta de un funcionario llamado Seronato, debido a que él mismo estaba a favor de los godos y en contra de los romanos.

## Teorías
Existen teorías como la de Beyerle, quien supuso que la copiosa colección de leyes realizada por Teodorico II, supuso la creación de un codex, cuya reelaboración daría lugar al Código de Eurico, que fue un cuerpo normativo y que es incluido por la mayoría de los autores dentro del Derecho Visigodo. No obstante, algunos historiadores lo identifican como parte del derecho Ostrogodo.
Últimamente se ha abierto paso la tesis de que las leyes teodoricianas, fueron un derecho especial, surgido de la práctica, aplicable a godos y romanos que, a su vez, se remitían al derecho romano como fuente supletoria o general.